# Rotbeesten
Rotbeesten is een bundel gedichten van de Britse kinderboekenschrijver Roald Dahl uit 1983 en het vervolg op Gruwelijke rijmen. Het boek bevat negen kleine versjes over dieren. De bundel werd in het Nederlands vertaald door Huberte Vriesendorp.

## Gedichten
- Het Varken: Een intelligent varken realiseert zich dat hij slechts geboren is om opgegeten te worden door mensen. Om dat te verhinderen draait hij de rollen om en eet de boer op.
- De Leeuw: Een leeuw krijgt in een restaurant van de ober van alles aangeboden; karbonades, koteletten, slavinken, gebraden kip en struisvogeleieren. Maar hetgeen de leeuw eigenlijk wil eten is de ober zelf.
- De Schorpioen: Een meisje wordt door haar moeder voorgelezen uit een boek over schorpioenen die zo giftig zijn dat zelfs een paard aan de steek kan doodgaan. Gelukkig leven de schorpioenen alleen in verre warme landen. Het meisje wordt echter toch gestoken door een schorpioen onder haar dekens.
- De Miereneter: Een verwend Amerikaans jongetje dat alles al had, wil een reuzenmiereneter als huisdier. De reuzenmiereneter moet zelf zijn eten zoeken van zijn baasje. De reuzenmiereneter die een beetje hardhorend is, zoekt overal naar mieren maar vindt er geen. Die middag komt tante Myra bij haar neefje op bezoek. Als het jongetje zijn tante bij haar naam noemt, verstaat de reuzenmiereneter alleen het woord mier en grijpt met zijn enorme tong tante Myra en eet haar in één hap op. (In de originele Engelstalige versie is de woordspeling dat het Amerikaanse jongetje het woord "aunt" (tante) uitspreekt als "ant".) Peter vlucht weg in de schuur, maar de reuzenmiereneter heeft de smaak van mensenvlees te pakken en eet Peter ook op.
- Het Stekelvarken: Een braaf meisje krijgt van haar ouders zakgeld en koopt daarvan bij de kruidenier crèmebonbons. Ze gaat ermee het bos in waar ze boven op een stekelvarken gaat zitten. Haar moeder brengt haar naar een tandarts die met een nijptang de stekels van het stekelvarken uittrekt.
- De Koe: Keetje, een koe, had twee kleine bultjes op haar rug. Toen ze volwassen werden, kwamen uit die twee bulten twee vleugels. Keetje vliegt, komt op televisie en iedereen vindt haar te gek. Behalve dan een Afghaan die haar beledigt, waarna Keetje de koe direct een vlaai in zijn gezicht dropt.
- De Krokodil: Een vader vertelt zijn zoon in bed over een krokodil genaamd Krokeledook die elke zaterdag zes kinderen eet, bij voorkeur drie jongens en drie meisjes. Op het einde blijkt dat de krokodil meer is dan alleen een verhaal, als hij de vader en zoon zelf aanvalt.
- Het Buikbeest: een dik jongetje vraagt aan zijn moeder wat er in zijn buik zit dat zegt dat hij moet eten. Zijn moeder vindt het onzin en roept kwaad dat hij zelf een gulzigaard is en dat hij direct naar boven moet. Opeens begint de dikke buik van het jongetje te schudden en te brullen dat hij wil eten. Zijn moeder valt flauw.
- De pad en de slak: een jongetje dat in de vijver speelt, ziet een pad zo groot als een koe die hem vraagt op zijn rug te gaan. Ze springen vervolgens heel Engeland door en komen uiteindelijk in Frankrijk terecht. In Frankrijk zien ze de Fransen die slakken eten en kikkerbillen. Maar de pad is niet bang. Hij drukt op een wrat en verandert in een reuzenslak. Het jongetje vreest dat de Fransen die nog meer van slakken dan van kikkers houden hem nu zeker zullen opeten. Maar dan verandert de slak opeens in een reuzenrolmopsvogel. Hij slaat zijn vleugels uit en vliegt terug naar Engeland.